# Гришина (приток Быка)
Гри́шина или Гришинка — река на Украине, левый приток реки Бык (бассейн Днепра).
Протекает на северо-западе Донецкой области — Покровском и Добропольском районах.
Длина — 26 км. Площадь бассейна — 167 км².
Протекает по Донецкой возвышенности северо-западнее города Покровск. Долина в верховье невыразительная, ниже трапециевидна, шириной до 2 км.
Ширина русла от 2 до 10 м. Уклон реки 2,6 м/км.
Питание преимущественно снеговое. Присуще весеннее половодье. Ледоход с начала декабря до середины марта. Бывают летне-осенние паводки.
Воду используют для орошения и хозяйственных нужд.
Впадает в Бык возле села Лиман.
Над рекой расположены село Гришино и город Покровск (его северный район).